# پان سونگ
پان سونگ (انگلیسی: Pan Song؛ زادهٔ ۳ نوامبر ۱۹۷۵) جودوکار اهل چین بود. وی در بازی‌های المپیک تابستانی ۲۰۰۰، ۲۰۰۴ و ۲۰۰۸ شرکت کرده‌است.